# Badreddine Senoussi
Badreddine Senoussi, né le 30 mars 1933 à Fès et mort le 5 décembre 2019 à Rabat, est un diplomate et homme d'État marocain. Il est tour à tour, chef du Cabinet royal du Royaume du Maroc, plusieurs fois ministre et ambassadeur,.

## Biographie

### Origines
La dynastie des Senoussi d’origine arabe, chérifienne dirigeant de la Tariqua Senoussia (confrérie religieuse) est fondée en 1837 par Mohamed Ben Ali Senoussi. Elle crée de nombreuses zaouias en Libye, en Égypte, en Arabie saoudite, en Algérie et au Maroc en prônant une foi dépouillée et un islam sunnite tolérant.
S’agissant du Maroc, les Senoussi sont divisés en deux tranches à Fès et Tanger. La branche de Fès est une famille hautement considérée sous l’autorité d’Idriss Bel Mamoun, lointain cousin du Roi Idriss Senoussi qui séjourna à Fès avant son départ pour Tripoli et son accession au trône de Libye. Idriss Bel Mamoum, exerça les fonctions de Amine Al Amlak - Directeur des domaines - à Fès avant de prendre sa retraite au début des années 1940 pour s’adonner à l’agriculture. Badreddine Senoussi est son petit-fils.

### Études
Badreddine Senoussi a fait ses études primaires à l’école de Fès Jedid et secondaires au collège Moulay Idriss. Après l’obtention du baccalauréat avec mention, il s'oriente, en 1952 vers la faculté de droit de Rabat qui relevait à l’époque de la faculté de Bordeaux. Il y obtint sa licence en droit en 1956, en même temps que deux certificats de licence de lettres.

### Débuts
Diplômé, il se prépare à entamer une carrière d’avocat stagiaire lorsqu’une circulaire du Ministère de la justice convoqua tous les diplômés de droit qui furent invités par le ministre Abdelkrim Benjelloun en personne à entrer dans le corps des magistrats. Il fut alors recruté en qualité de juge conseiller au Haut Tribunal chérifien de Rabat, l‘ancêtre de la Cour suprême. En 1957, il fut approché par Mohamed Rachid Mouline, ministre d’état chargé de la Fonction publique pour faire partie de son cabinet. Quelque temps plus tard, il est appelé à faire partie du cabinet de Ahmed Lyazidi, nouveau ministre de la Défense nationale. Un poste où il resta quelques mois avant de rejoindre la Régie des Tabacs en qualité d’attaché de direction. Deux ans plus tard, il est nommé chef des services administratifs et financiers et en 1962, il est nommé Secrétaire général de la régie.
À la suite de son décès, le roi Mohammed VI, dans une lettre adressée à la famille, dit « se remémorer les qualités du défunt qui fut l’un des hommes d’État compétents, ainsi que les services louables qu’il a rendus à sa Patrie à travers les différentes responsabilités ministérielles et diplomatiques qu’il a occupées, ajoutant que feu Senoussi était un exemple de loyalisme et de fidélité au Glorieux Trône Alaouite et de dévouement et d’abnégation dans l’accomplissement des hautes missions qui lui ont été confiées. »

### Carrière politique
Septembre 1963, le roi Hassan II le nomme aux fonctions de Chef du cabinet royal. En novembre 1964, il est nommé au poste de Secrétaire d’État au Commerce, à l’Industrie, aux Mines et à la Marine Marchande. À trente ans, il était le plus jeune ministre du Gouvernement. En février 1966, il est nommé ministre des Postes et Télécommunications.
En 1970, il est fait ministre de la Jeunesse, des Sports et aux Affaires Sociales ainsi que Ministre chargé des Relations avec le Parlement. En janvier 1972, il devient ambassadeur du Maroc aux États-Unis. En novembre 1974, il devient ambassadeur du Maroc en Iran, puis ambassadeur du Maroc au Royaume-Uni en octobre 1975.

## Distinction
- Décoration par le roi Hassan II du grade d'Officier de l'Ordre du Trône[4]

## Ouvrage
Un livre intitulé Badreddine Senoussi. Une vie d'exception 1933-2019 et supervisé[pas clair] par son fils Othmane a été édité par Première Ligne Edition un an après son décès, en novembre 2020. L'ouvrage reprend des textes écrits par Badreddine Senoussi lui-même de son vivant et retrace de grands moments de l'Histoire contemporaine du Maroc.

## Activités sociales
Badreddine Senoussi s’est également engagé dans l’action sociale. Il a ainsi créé la fondation Hassan Senoussi des œuvres sociales, le centre Dar Al Amane pour la femme et l’enfant, une école primaire et un centre de formation professionnelle à Tabriquet à Salé.